# NGC 2709
NGC 2709 ist eine linsenförmige Zwerggalaxie vom Hubble-Typ SB0-a im Sternbild Hydra südlich des Himmelsäquators. Sie ist schätzungsweise 79 Millionen Lichtjahre von der Milchstraße entfernt und hat einen Durchmesser von etwa 20.000 Lj. 

Im selben Himmelsareal befinden sich u. a. die Galaxien NGC 2697, NGC 2698, NGC 2699, NGC 2708.
Das Objekt wurde am 27. Januar 1852 von Bindon Blood Stoney entdeckt.